# وام با وثیقه وسیله نقلیه
وام با وثیقه وسیله نقلیه (به انگلیسی: Title loan) نوعی وام وثیقه‌دار و کوتاه‌مدت است. در این نوع تسهیلات مالی، وام‌گیرنده اقدام به قراردادن وسیله نقلیه خود در رهن وام‌دهنده می‌کند. همچنین وام‌گیرنده سند فیزیکی وسیله نقلیه را در ازای دریافت وام به صورت موقت در اختیار وام‌دهنده قرار می‌دهد. پس از تسویه بدهی وام، وسیله نقلیه فک رهن شده و مالکیت آن دوباره به صاحبش باز می‌گردد. اگر وام گیرنده به تسویه بدهی نپردازد، وام‌دهنده مجاز است که خودرو را از او گرفته و پس از فروش آن، طلب خود را از مبلغ به دست‌آمده برداشت نماید.

#### مدارک لازم برای دریافت وام با سند خودرو
برای دریافت وام فوری، مدارک شناسایی متقاضی وام و سند یا شناسنامه اتومبیل موردنیاز است.همچنین برگه معاینه فنی خودرو, بیمه شخص ثالث و گواهی سخا صاحب سند سبز نیز برای دریافت وام با وثیقه خودرو مورد نیاز است. از دیگر محاسن وام با سند خودرو عدم نیاز به فرد ضامن است.